# 常在我心
《常在我心》是一部2001年上映的香港电影。由马伟豪导演，陈奕迅和蔡卓妍领衔主演。

## 故事大纲
患上癌症的富家女君儿，要求殡仪业者小段为自己安排身后事。
在共处的日子里，小段不断劝慰君儿不要放弃生命，要懂得活在当下的美好。
君儿被小段的诚恳感动，渐渐爱上了他，但是小段某天却忽然消失在君儿的生活中。
当君儿好不容易终于找到小段时，才发现原来小段是一个胃癌末期患者。
君儿决定把握剩下仅有的日子，陪伴在小段的身边。

## 演员
| 演员   | 角色/关系                    |
| 陈奕迅 | 小段，殡仪业者，後因胃癌去世 |
| 蔡卓妍 | 君儿，患癌症的富家女         |
| 卢巧音 | 小段的前女友                 |
| 曾江   | 君儿的父亲                   |
| 陈淑兰 | Elsa，君儿的父亲委派的助理   |
| 廖启智 | 小段的哥哥                   |
| 任葆琳 | 君儿的继母                   |

## 相关提名
第二十一届香港電影金像獎
- 最佳新演员 -- 蔡卓妍

## 电影歌曲
片尾曲
- 活着多好 -- 唱：陈奕迅 曲：胡波 词：黄伟文

插曲
- 全世界失眠 -- 唱：陈奕迅 曲：陈伟 词：林夕
- lonely christmas -- 唱：陈奕迅 曲:李峻一 词:李峻一 编:terry chan

## 幕后花絮
- 这是香港女艺人蔡卓妍首部正式担任女主角的电影作品。
- 本片故事中，男女主角皆饰演癌症病患。
- 本电影中，拍摄场地主要为医院、殡仪馆、死亡登记处、进行哀悼仪式的教堂、坟场等等。
- 本电影全片充斥绝症、死亡阴影，是當年香港少有由青春偶像主演的灰色爱情电影。
- 本電影曾於紐約取景，因上映前適逢九一一事件，電影公司決定刪去拍攝到世界貿易中心的鏡頭才上映。

## 外部連結
- 開眼電影網上《常在我心》的資料（繁體中文）
- 豆瓣电影上《常在我心》的資料 （简体中文）
- 时光网上《常在我心》的資料（简体中文）
- 爛番茄上《常在我心》的資料（英文）
- 香港影庫上《常在我心》的資料（繁體中文）
- 互联网电影数据库（IMDb）上《常在我心》的资料（英文）